# Nel Garritsen
Petronella Frederika Cornelia (Nel) Slijp-Garritsen (Rotterdam, 3 april 1933 – Hulst, 3 februari 2014) was een Nederlands zwemster. Ze nam deel aan de Olympische Zomerspelen 1952, waar ze achtste werd op de 200 meter schoolslag.

## Biografie
Garritsen begon op dertienjarige leeftijd met zwemmen. Ze maakte begin 1948 al deel uit van de voorlopige Olympische zwemploeg, maar werd uiteindelijk niet afgevaardigd om naar de Olympische Spelen in Londen te gaan. In 1949 vestigde ze samen met Ria van der Horst en Irma Schuhmacher een nieuw wereldrecord op de 3x100 meter wisselslag (3.45,6). Anderhalf jaar daarna zetten Garritsen, Schuhmacher en Geertje Wielema het record op de 3x100 meter wisselslag weer op naam van de Nederlandse ploeg door het bestaande record van Ilona Novák, Éva Székely en Judit Temes met ruim 5,3 seconden te verbeteren tot 3.35,9.
Haar belangrijkste optreden was haar deelname aan de Olympische Zomerspelen 1952 in Helsinki. Daar bereikte ze de achtste, en laatste, plaats in de finale op de 200 meter schoolslag in een tijd van 3.02,1. In die jaren was het toegestaan om de vlinderslag te gebruiken in schoolslagwedstrijden, iets wat de Olympische winnaars destijds ook daadwerkelijk deden. Garritsen, die in 1951 al het eerste Nederlandse record van de vlinderslag op haar naam zette, volgde hun voorbeeld en schakelde ook over op die slag en won de eerste twee nationale titels in 1953 en 1954. Ze ging mee naar de Europese kampioenschappen zwemmen 1954 in Turijn en werd daar met een tijd van 1.23,1 zevende op de 100 meter vlinderslag voor dames. Garritsen overleed in 2014 op 80-jarige leeftijd.